# Ротман, Райко
Райко Ротман (словен. Rajko Rotman; родился 19 марта 1989 года, Марибор) — словенский футболист, полузащитник турецкого клуба «Тузласпор» и сборной Словении.

## Клубная карьера
Ротман начал профессиональную карьеру в клубе «Алюминий». В 2008 году Райко дебютировал за команду в чемпионате Словении. В 2011 году он перешёл в «Рудар». 22 февраля в матче против столичной «Олимпии» Ротамн дебютировал за клуб из Веленье. 16 марта в поединке против «Приморье» он забил свой первый гол за новую команду.
В 2014 году контракт Райко с клубом из Веленье закончился и он на правах свободного агента перешёл в турецкий «Истанбул Башакшехир». 30 августа в матче против «Касымпаши» он дебютировал в турецкой Суперлиге.
В начале 2017 года Ротман на правах аренды перешёл в «Кайсериспор». 21 января в матче против «Акхисар Беледиеспор» он дебютировал за новый клуб. 17 февраля в поединке против «Бурсаспора» Райко забил свой первый гол за «Кайсериспор». Летом того же года Ротман подписал контракт с «Гёзтепе». 12 августа в матче против «Фенербахче» он дебютировал за новый клуб. 9 декабря в поединке против «Ени Малатьяспора» Райко забил свой первый гол за «Гёзтепе». Летом 2018 года Ротман вернулся в «Кайсериспор».

## Международная карьера
5 июня 2014 года в товарищеском матче против сборной Уругвая Ротман дебютировал за сборную Словении.